# Menhire von Vila do Bispo e Raposeira
Die Menhire von Vila do Bispo e Raposeira der Menhir von Aspradantes und der Menir de Padrão sind Menhire aus weißem Kalkstein beim Weiler Ingrina, südöstlich von Vila do Bispo im Parque Natural do Sudoeste Alentejano e Costa Vicentina bei Lagos in der Algarve in Portugal.
Der unter Denkmalschutz stehende Menhir de Padrão ist etwa 2,2 m hoch und hat einen Umfang von etwa 90 cm. Er ist am oberen Rand mit einer umlaufenden Reihe von Halbellipsen verziert. Diese Schnur wird von einigen Archäologen als „phallische Taille“ (portugiesisch cintura fálica) bezeichnet.
Die 259 Menhire der Algarve zeichnen sich vor allem durch ihre Morphologie, Dekoration und den archäologischen Kontext aus. Sie konzentrieren sich im äußersten Westen der Provinz, die stattdessen wenig Megalithanlagen aufweist. Die Menhire haben in der Regel zylindrische oder subkonische Formen. Ihre zumeist geometrische Dekoration ist einheitlich. Sie bestehen aus Kalk- und Sandstein, dem Sedimentgestein des geologischen Untergrundes. Ungeklärt bleibt die Frage nach der Funktion und Zeitstellung der Menhire.